# WrestleMania XII
WrestleMania XII was een pay-per-viewevenement in het professioneel worstelen dat geproduceerd werd door de World Wrestling Federation. Dit evenement was de 12e editie van WrestleMania en vond plaats in de Arrowhead Pond in Anaheim op 31 maart 1996.

## Matchen
| Nr.                                                                          | Match | Winnaar(s)              |
| ---------------------------------------------------------------------------- | --- | ----------------------- |
| 1                                                                            | Yokozuna, Jake Roberts & Ahmed Johnson (met Mr. Fuji) vs. Camp Cornette (Vader, Owen Hart & The British Bulldog) (met Jim Cornette) in een 8-man tag team match | Camp Cornette           |
| 2                                                                            | Savio Vega vs. Stone Cold Steve Austin (met Ted DiBiase) in een één-op-één match                                                                                | Stone Cold Steve Austin |
| 4                                                                            | The Ultimate Warrior vs. Hunter Hearst Helmsley (met Sable) in een één-op-één match                                                                             | The Ultimate Warrior    |
| 5                                                                            | Diesel vs. The Undertaker (met Paul Bearer in een één-op-één match                                                                                              | The Undertaker          |
| 6                                                                            | Roddy Piper vs. Goldust (met Marlena in een één-op-één match | Roddy Piper             |
| 7                                                                            | Bret Hart (c) vs. Shawn Michaels (met Jose Lothario) in een één-op-één match voor het WWF Championship                                                          | Shawn Michaels (nc)     |
| (c) huidige kampioen voor en na de match \| (nc) nieuwe kampioen na de match | |                         |